# Catharsius tricornutus
Catharsius tricornutus är en skalbaggsart som beskrevs av Degeer 1778. Catharsius tricornutus ingår i släktet Catharsius och familjen bladhorningar. Inga underarter finns listade.